# Stanisław Czerniecki
Stanisław Czerniecki – sekretarz królewski, podstoli żytomierski, autor pierwszej książki kucharskiej po polsku z 1682 r.
Pochodził najprawdopodobniej z rodziny mieszczańskiej. Był kuchmistrzem wojewody krakowskiego Aleksandra Michała Lubomirskiego.
W czasie "potopu" i bezpośrednio po nim brał udział w walkach ze Szwedami, Moskwą i Tatarami, za co w 1676 r. został nobilitowany na sejmie koronacyjnym Jana Sobieskiego. W 1670 r. został mianowany sekretarzem królewskim. W 1682 r. wydał "Compendium Ferculorum albo zebranie potraw", pierwszą polską książkę kucharską. W jej trzech rozdziałach zawarł po sto przepisów na potrawy mięsne, rybne i mleczne oraz kilkadziesiąt dodatków.
Staropolska kuchnia Czernieckiego to przede wszystkim kuchnia ostra, charakteryzująca się obfitym używaniem egzotycznych przypraw. Do mięs, ryb i drobiu, ale także do potraw mącznych i mlecznych oraz warzyw dodawano ogromnych ilości pieprzu, szafranu, imbiru, gałki i kwiatu muszkatołowego, cynamonu, koriandru, kminku, octu, cukru, cytryn, limonek, piżma, pistacji, rodzynek i innych przypraw. Obficie używano octu, który łączono zwykle ze „słodkością” (cukrem, sokiem, konfiturami, rodzynkami), co nadawało mięsom i rybom smak daleki od pierwotnego.
Kuchnia autora Compendium ferculorum charakteryzuje się dużą ilością dań postnych, zwłaszcza rybnych. Surowy post staropolski zabraniał spożywania nie tylko mięsa, ale także tłuszczów zwierzęcych, mleka, jaj, sera itp. Z tego względu dania postne należały do najlepiej rozwiniętych działów kuchni polskiej i najlepiej opracowanych przez Czernieckiego.
Z mięs Czerniecki opisywał głównie wołowinę, cielęcinę, drób, dziczyznę i baraninę (skopowinę), niechętnie natomiast sięgał do dań z wieprzowiny, którą uważał za gorszą i niezdrową.
Czerniecki krytykował i wykpiwał popularną w ówczesnej Europie kuchnię francuską i z najwyższą niechęcią odnosił się do francuskich kucharzy. Skwapliwie wychwalał natomiast kuchnię "krajów cesarskich", przez co rozumiał głównie Czechy i Węgry. Deklaracje te nie przeszkodziły mu jednak naśladować kuchmistrzów francuskich, z których receptur chętnie w swym dziele korzystał.
W Panu Tadeuszu Adam Mickiewicz opisał Compendium ferculorum, choć dla lepszego brzmienia albo przez pomyłkę użył tytułu Kucharza doskonałego (pierwsze wydanie w 1783 r.) Szczegóły tekstu „Pana Tadeusza”, nota Mickiewicza w Objaśnieniach poety, a zwłaszcza sam opisy potraw jednoznacznie wskazują jednak, że wieszcz miał na myśli książkę Czernieckiego.
W 1697 Czerniecki wydał jeszcze książeczkę zatytułowaną Dwór, wspaniałość, powaga i rządy Jaśnie Oświeconego Książęcia JM Państwa Rzymskiego [...] Stanisława hrabi na Wiśniczu i Jarosławiu Lubomirskiego, w której opisał organizację i życie dworu wojewody krakowskiego Stanisława Lubomirskiego. Publikacja ta zawierała także inne dziełko Czernieckiego zatytułowane Opisanie aktu weselnego, który w Łańcucie roku 1661 18 Septembris Jaśnie Oświecony Jerzy Sebastian Lubomirski [...] sprawował córce swojej [...] Konstancji.

## Życiorys

### Rodzina i pochodzenie
Stanisław Czerniecki pochodził prawdopodobnie z rodziny mieszczańskiej zamieszkującej miasteczko Strzyżów (koło Krosna) należące do Wielopolskich. O rodzicach i krewnych Czernieckiego nie zachowały się żadne informacje. Przypuszcza się, że jego rodzice nie pochodzili ze szlachty, a syn nie odziedziczył po nich żadnego majątku ziemskiego.

### Młodość i udział w walkach
W 1645 lub 1646 roku znalazł się na służbie u Aleksandra Michała Lubomirskiego i od tej pory związał się z dworem Lubomirskich w Nowym Wiśniczu.
Czerniecki znany był nie tylko jako autor pierwszej polskiej książki kucharskiej, lecz również jako dobry żołnierz. Uczestniczył w kilku wojnach. Bronił kraju przed Brandenburczykami, Moskalami oraz Tatarami. W czasie potopu walczył w szeregu bitew przeciwko Szwedom. Służył wtedy pod rozkazami Jana Zamoyskiego. Czerniecki szczególnie odznaczył się w potyczce pod Łagowem oraz w wielkiej, trzydniowej bitwie pod Warszawą. Akt nobilitacji jest niezaprzeczalnym dowodem jego zasług.

### Urząd sekretarza królewskiego
W 1670 r. Stanisław Czerniecki został mianowany na prestiżowy urząd sekretarza królewskiego przez króla Michała Korybuta. Według dokumentów przechowywanych przez potomków Czernieckiego, miał być on pokojowym króla.

### Awans społeczny i urząd podstolego żytomierskiego
W latach 80. główną siedzibą Czernieckiego stał się Rożnów, o czym świadczy znaleziony własnoręcznie napisany list przez kuchmistrza podpisany "Z Rożnowa". Były żołnierz rezydował w potężnym, jak na polskie warunki zamku, i nowoczesnej fortecy. W 1689r. Czerniecki kupił od Marianny Straszowej Wolę Nieszkowską, wieś położoną niedaleko Nowego Wiśnicza. Lata te były czasem majątkowych sukcesów Czernieckiego. Zaczął być również wtedy uznawany za prawdziwego szlachcica, co wcześniej było podawane w wątpliwość. Potwierdzeniem awansu społecznego Czernieckiego była jego nominacja na urząd podstolego żytomierskiego. Awansu tego doczekał się prawdopodobnie już jako człowiek dojrzały.

### Życie prywatne
Czerniecki był żonaty przynajmniej dwa razy. Z pierwszego małżeństwa z Anną Rożanecką pozostawił syna Jana i córkę Teresę Konstancję oraz Joannę. Przed 1683 r. Czerniecki ożenił się z Agnieszką Bielską. Z tego małżeństwa pozostawił córkę Annę i syna Antoniego.

### Śmierć
Nieznana jest nawet przybliżona data śmierci Czernieckiego, która przypadła na okres wojen i niepokojów początku XVIII wieku. Przypuszcza się, że Czerniecki zmarł już w podeszłym wieku.